# Hugh Dillon
Hugh Dillon, född 31 maj 1963 i Kingston, Ontario, är en kanadensisk musiker och skådespelare.
Dillon var sångare i rockbandet Headstones mellan åren 1987 och 2003. Efter bandets splittring startade Dillon bandet Hugh Dillon Redemption Choir. Headstones återförenades 2011.
Dillon har på senare år även blivit känd som rösten till karaktären Nick i TV-spelet Left 4 Dead 2.

## Filmografi i urval
- 1994 – Dance Me Outside
- 1995 – Curtis's Charm
- 1996 – Hard Core Logo
- 1999 – Johnny
- 2002 – Lone Hero
- 2004 – Down to the Bone
- 2004 – Ginger Snaps Back
- 2005 – Assault on Precinct 13
- 2006 – Hope and a Little Sugar
- 2006 – Trailer Park Boys: The Movie
- 2008 – Surveillance
- 2008 – About Face
- 2008 – Down to the Dirt
- 2011 – Issues
- 2012 – Cosmology
- 2013 – The Last Crop